# Downs (Kansas)
Downs és una població dels Estats Units a l'estat de Kansas. Segons el cens del 2000 tenia 1.038 habitants.

## Demografia
Segons el cens del 2000, Downs tenia 1.038 habitants, 474 habitatges, i 273 famílies. La densitat de població era de 364,3 habitants/km².
Dels 474 habitatges en un 23% hi vivien nens de menys de 18 anys, en un 48,1% hi vivien parelles casades, en un 6,8% dones solteres, i en un 42,4% no eren unitats familiars. En el 38,8% dels habitatges hi vivien persones soles el 20,5% de les quals corresponia a persones de 65 anys o més que vivien soles. El nombre mitjà de persones vivint en cada habitatge era de 2,08 i el nombre mitjà de persones que vivien en cada família era de 2,77.
Per edats la població es repartia de la següent manera: un 21,5% tenia menys de 18 anys, un 6,7% entre 18 i 24, un 20,2% entre 25 i 44, un 22,4% de 45 a 60 i un 29,2% 65 anys o més.
L'edat mediana era de 46 anys. Per cada 100 dones de 18 o més anys hi havia 82,3 homes.
La renda mediana per habitatge era de 24.808 $ i la renda mediana per família de 36.518 $. Els homes tenien una renda mediana de 24.940 $ mentre que les dones 16.302 $. La renda per capita de la població era de 15.001 $. Entorn del 9% de les famílies i l'11,1% de la població estaven per davall del llindar de pobresa.

## Poblacions més properes
El següent diagrama mostra les poblacions més properes.